# Bijou d'insectes vivants

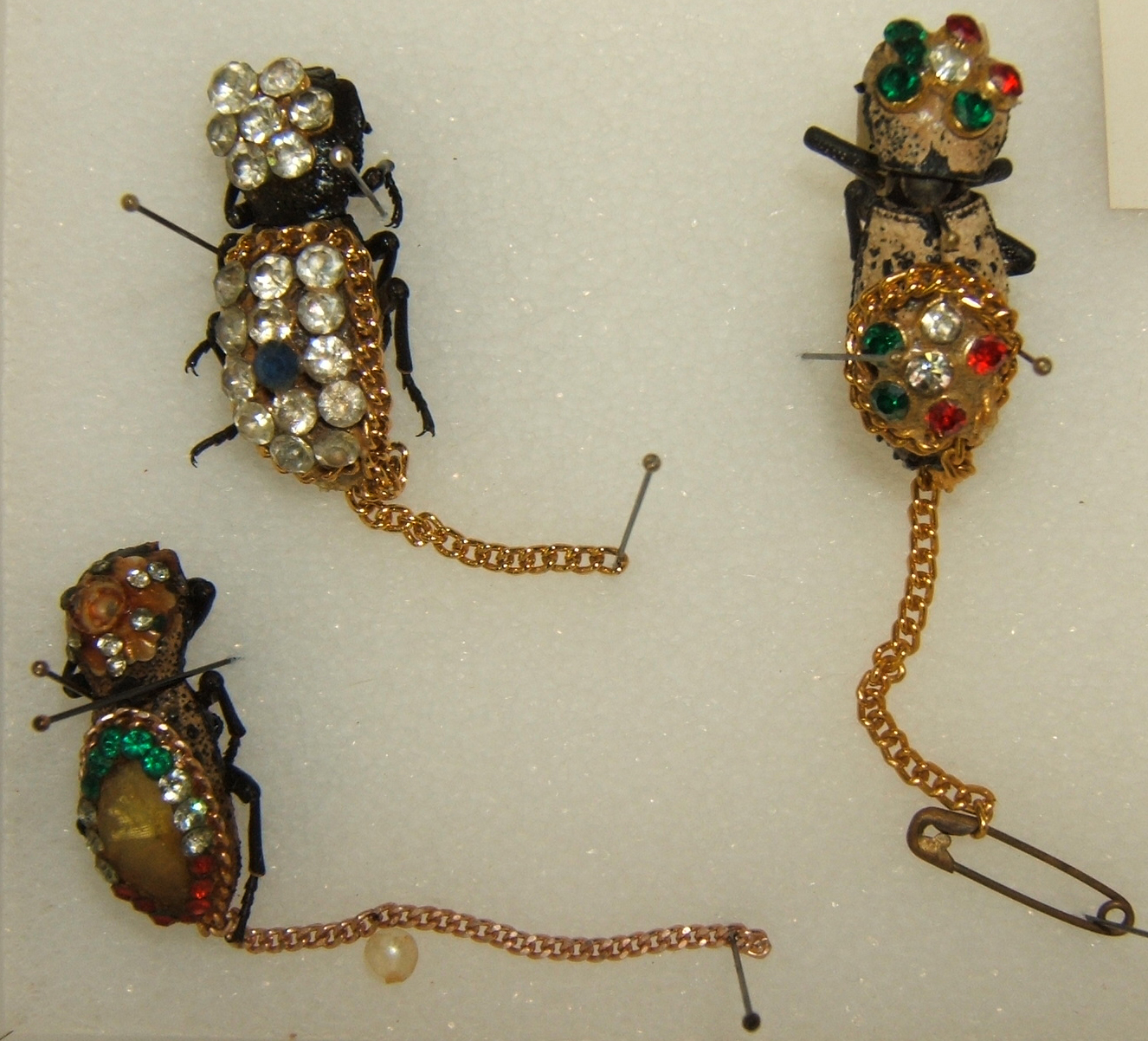
Des makechs, coléoptères montés en bijoux.

Les bijoux d'insectes vivants sont des bijoux fabriqués à partir d'êtres vivants — généralement des insectes surdimensionnés — portés comme accessoire de mode. 
L'utilisation d'insectes comme bijoux vivants existe depuis de nombreux siècles, notamment en Égypte, pays qui serait le premier à en faire un tel usage. Ainsi les soldats égyptiens arboraient des scarabées lors de batailles, la croyance étant que ces coléoptères avaient des pouvoirs surnaturels de protection contre les ennemis.